# 4072 Yayoi
4072 Yayoi (1981 UJ4) là một tiểu hành tinh vành đai chính được phát hiện ngày 30 tháng 10 năm 1981 bởi Kosai và Hurukawa ở Đài thiên văn Kiso.